# IES Politècnic
L'Institut Politècnic de Palma es troba al Carrer Menorca, núm. 1, una travessia del Passeig Mallorca, carrer per on passa la Riera. Té una superfície bastant elevada, ocupa quasi una cantonada sencera, té tres plantes més la planta baixa i un pati. La data de construcció de l'actual edifici és de l'any 1965.
A juliol de 2024, l'Institut Politècnic de Palma ha estat objecte de controvèrsia arran dels plans del Govern per transformar el centre en un Centre Integral de Formació Professional (CIFP). Aquesta proposta del conseller Antoni Vera Alemany implica que el centre deixi d'oferir Educació Secundària Obligatòria (ESO) i Batxillerat per centrar-se exclusivament en cicles de Formació Professional (FP).
Els professors també denuncien que ja s'han pres mesures que apunten al desmantellament del centre, com la supressió d'un grup de 1r d'ESO malgrat la demanda existent, i la reubicació d'estudiants que van sol·licitar plaça en Batxillerat a altres opcions, tot i haver-hi vacants disponibles al centre.